# 149. pehotni polk (Italija)
149. pehotni polk Trapani (izvirno italijansko 149º Reggimento fanteria) je bil pehotni polk Kraljeve italijanske kopenske vojske.

## Zgodovina
Med prvo svetovno vojno je bil polk nastanjen na soški fronti.